# Giải Sao Thổ cho nữ diễn viên phụ xuất sắc nhất
Giải Sao Thổ cho nữ diễn viên phụ xuất sắc nhất là một trong các giải Sao Thổ dành cho nữ diễn viên đóng vai phụ trong một phim, được bầu chọn là xuất sắc nhất. Giải này được lập từ năm 1974.

## Các người đoạt giải
| Năm     | Diễn viên           | Phim                                |
| ------- | ------------------- | ----------------------------------- |
| 1974/75 | Ida Lupino          | The Devil's Rain                    |
| 1976    | Bette Davis         | Burnt Offerings                     |
| 1977    | Susan Tyrrell       | Bad                                 |
| 1978    | Dyan Cannon         | Heaven Can Wait                     |
| 1979    | Veronica Cartwright | Alien                               |
| 1980    | Eve Brent Ashe      | Fade to Black                       |
| 1981    | Frances Sternhagen  | Outland                             |
| 1982    | Zelda Rubenstein    | Poltergeist                         |
| 1983    | Candy Clark         | Blue Thunder                        |
| 1984    | Polly Holliday      | Gremlins                            |
| 1985    | Anne Ramsey         | The Goonies                         |
| 1986    | Jenette Goldstein   | Aliens                              |
| 1987    | Anne Ramsey         | Throw Momma From the Train          |
| 1988    | Sylvia Sidney       | Beetlejuice                         |
| 1989/90 | Whoopi Goldberg     | Ghost                               |
| 1991    | Mercedes Ruehl      | The Fisher King                     |
| 1992    | Isabella Rossellini | Death Becomes Her                   |
| 1993    | Amanda Plummer      | Needful Things                      |
| 1994    | Mia Sara            | Timecop                             |
| 1995    | Bonnie Hunt         | Jumanji                             |
| 1996    | Alice Krige         | Star Trek: First Contact            |
| 1997    | Gloria Stuart       | Titanic                             |
| 1998    | Joan Allen          | Pleasantville                       |
| 1999    | Patricia Clarkson   | The Green Mile                      |
| 2000    | Rebecca Romijn      | X-Men                               |
| 2001    | Fionnula Flanagan   | The Others                          |
| 2002    | Samantha Morton     | Minority Report                     |
| 2003    | Ellen DeGeneres     | Finding Nemo                        |
| 2004    | Daryl Hannah        | Kill Bill, Volume 2                 |
| 2005    | Summer Glau         | Serenity                            |
| 2006    | Famke Janssen       | X-Men: The Last Stand               |
| 2007    | Marcia Gay Harden   | The Mist                            |
| 2008    | Tilda Swinton       | The Curious Case of Benjamin Button |
| 2009    | Sigourney Weaver    | Avatar                              |
| 2010    | Mila Kunis          | Black Swan                          |